# Фрайбург (Унструт)
Фрайбург (нім. Freyburg) — місто в Німеччині, розташоване в землі Саксонія-Ангальт. Входить до складу району Бургенланд. Складова частина об'єднання громад Унструтталь.
Площа — 46,57 км2. Населення становить 4563 ос. (станом на 31 грудня 2021).

## Галерея

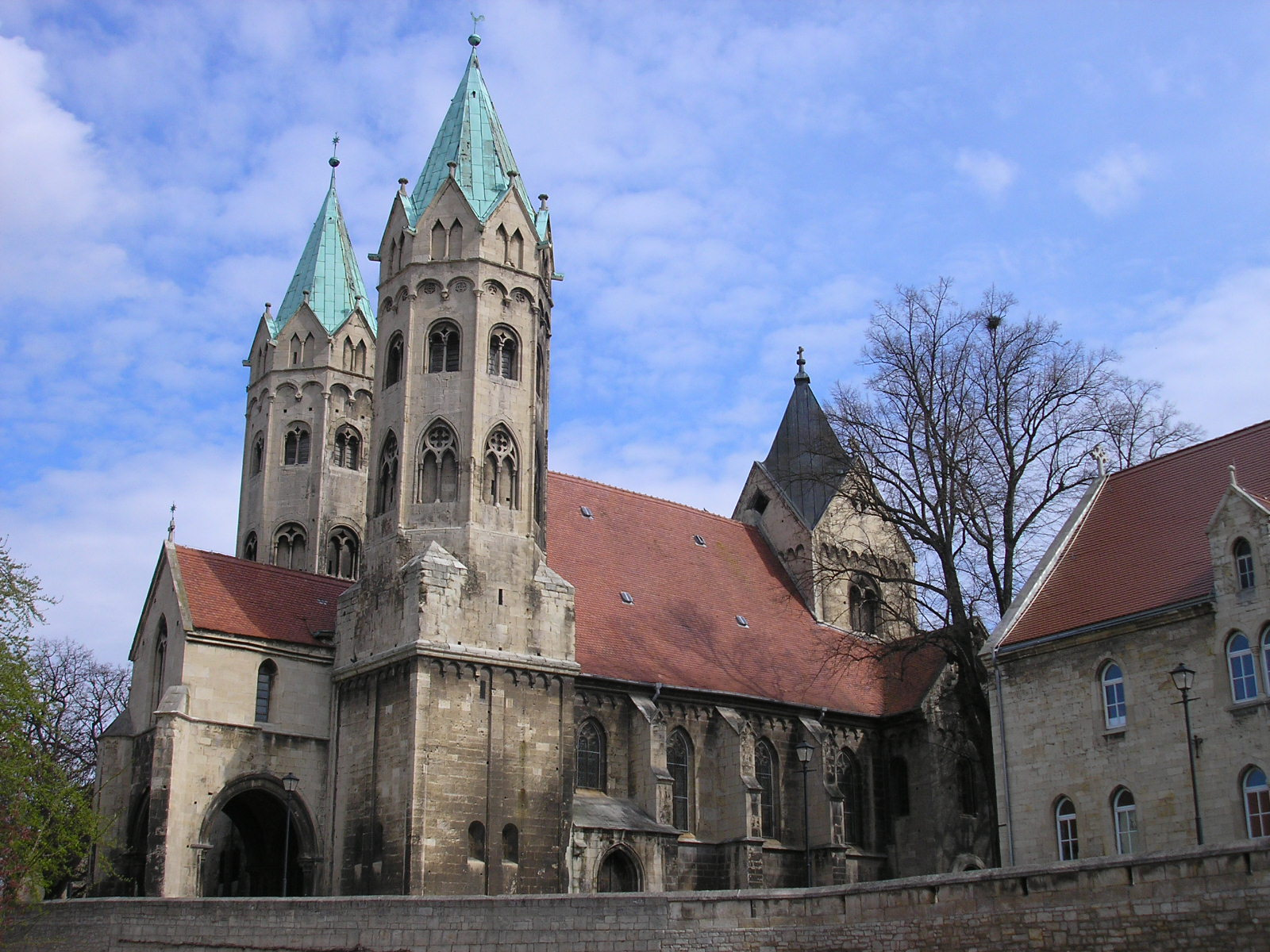
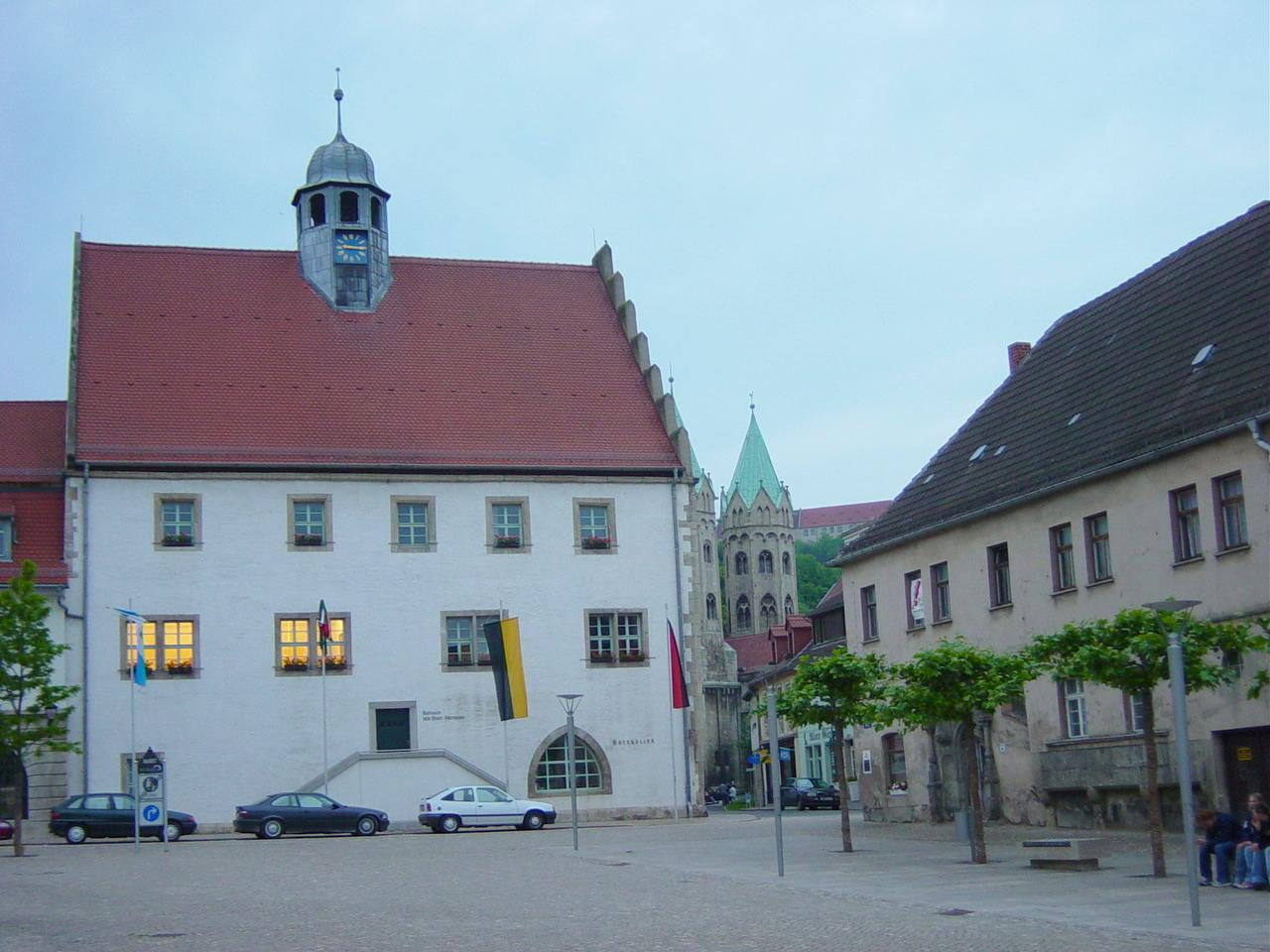
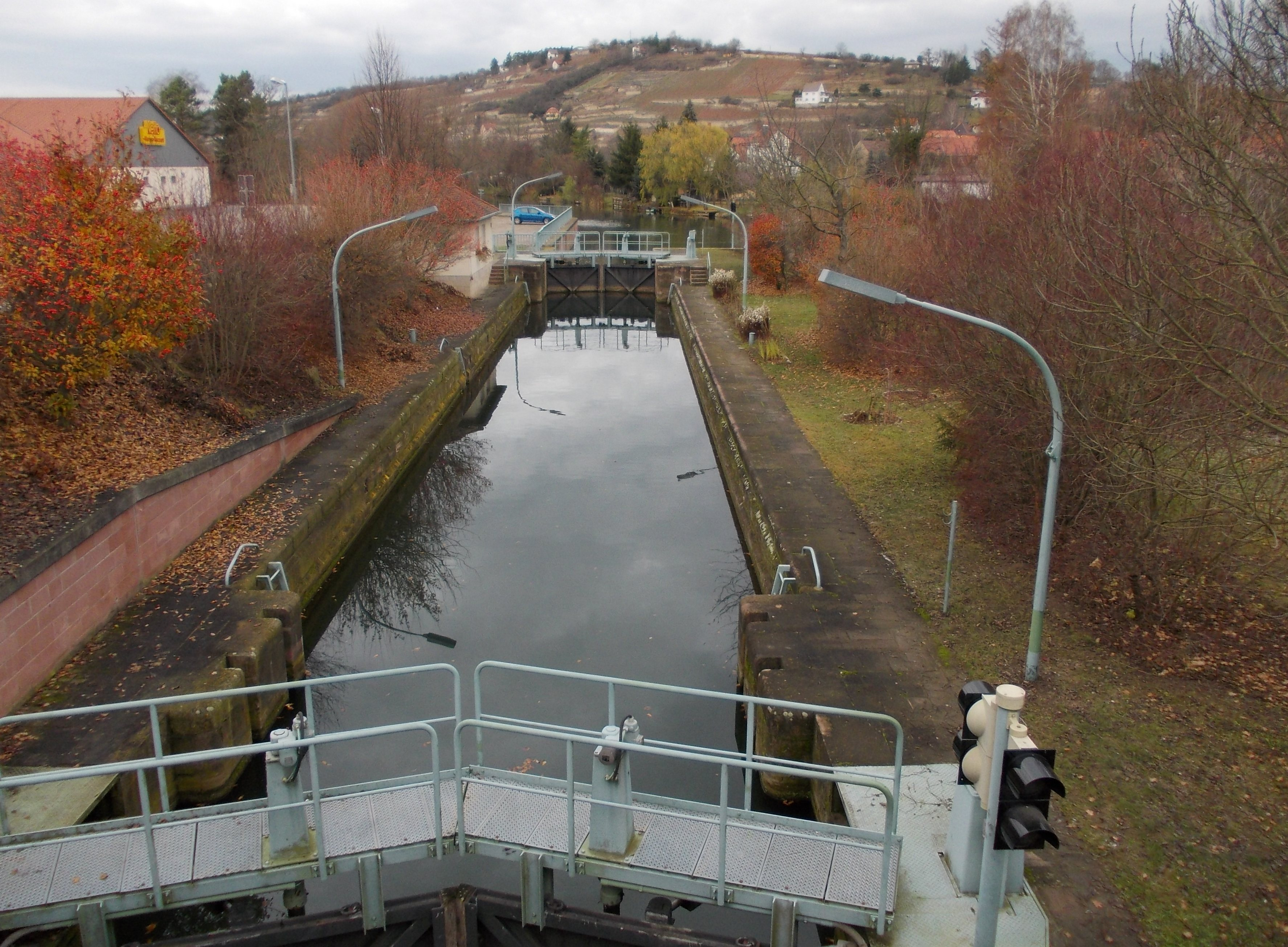
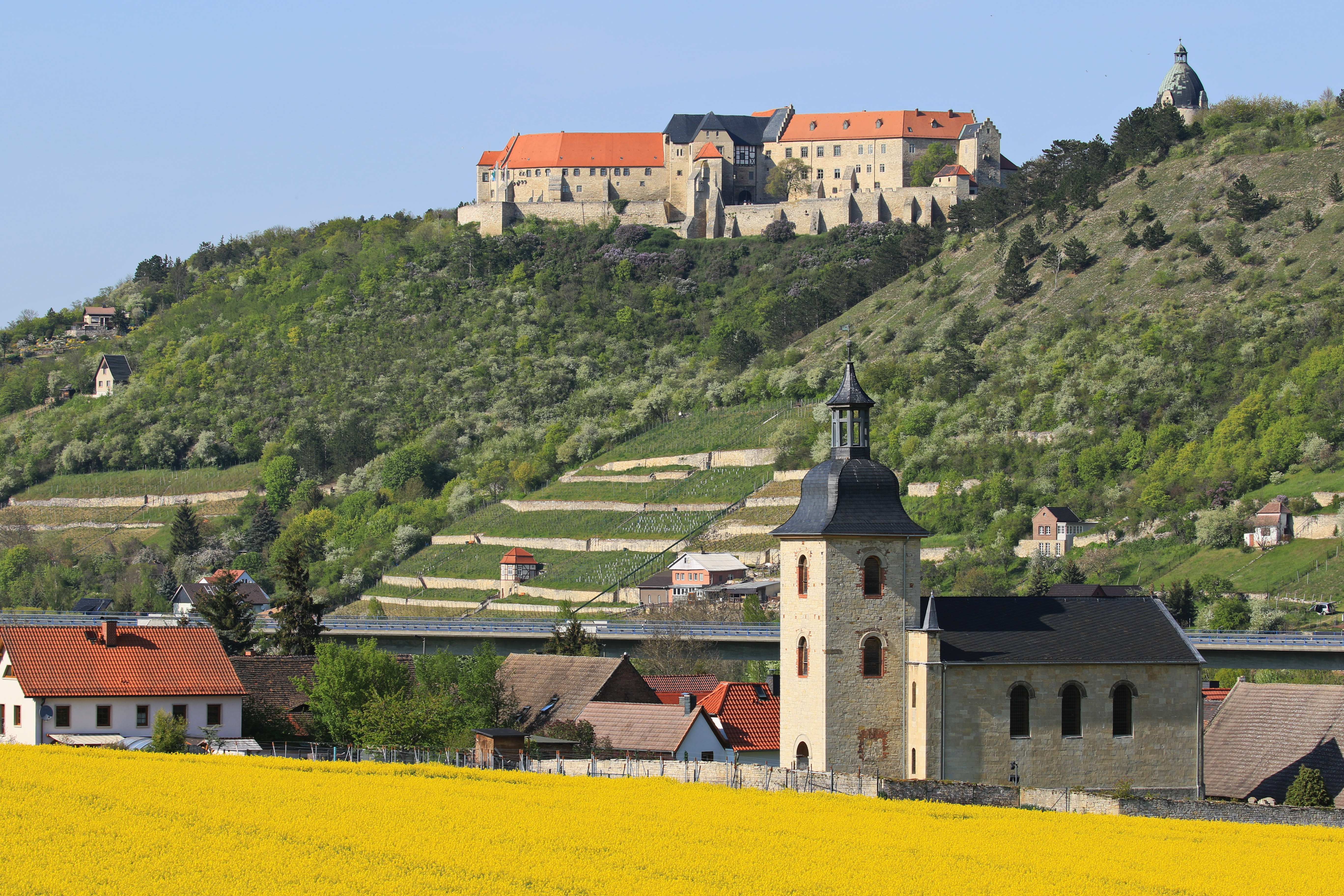